# Illice kentuckiensis
Illice kentuckiensis är en fjärilsart som beskrevs av Dyar 1904. Illice kentuckiensis ingår i släktet Illice och familjen björnspinnare. Inga underarter finns listade i Catalogue of Life.